# Кафузіла
Кафузі́ла (англ. Kafuzila) — традиційна громада у складі дистрикту Нхотакота Центрального регіону Малаві.
Населення — 24068 осіб (2018).